# پیونرسکی (شهرستان یرمکیفسکی، باشقیرستان)
پیونرسکی (انگلیسی: Pionersky, Yermekeyevsky District, Republic of Bashkortostan) یک شهرک در شهرستان یرمکیفسکی استان باشقیرستان کشور روسیه است.